# Lechia Sędziszów Małopolski
Lechia Sędziszów Małopolski – polski wielosekcyjny klub sportowy z siedzibą w Sędziszowie Małopolskim.

## Historia
Klub powstał w 1914.

## Piłka nożna
Z okazji jubileuszu 100-lecia istnienia klubu w dniu 6 września 2014 w Sędziszowie został rozegrany mecz towarzyski, w którym Lechia uległa ekstraklasowej Wiśle Kraków 0:6.
Trenerem Lechii był Tadeusz Hogendorf.

## Podnoszenie ciężarów
Sekcja podnoszenia ciężarów została założona w 1971. Drużyna sztangistów Lechii uczestniczy w rozgrywkach I ligi drużynowych mistrzostw Polski w podnoszeniu ciężarów mężczyzn.